# Мейвезер, Флойд
Фло́йд Ме́йвезер-младший (англ. Floyd Mayweather Jr.; род. 24 февраля 1977, Гранд-Рапидс, Мичиган, США) — американский боксёр-профессионал, выступавший в полусредней весовой категории.
Бронзовый призёр Олимпийских игр (1996). Чемпион мира во 2-й полулёгкой (версия WBC, 1998—2001 годы), лёгкой (версия WBC, 2002—2003 годы), 1-й полусредней (версия WBC, 2005 год), полусредней (версия IBF, 2006 год; версия IBO, 2006 год; версия WBC, 2006, 2007 и с 2011 года; версия WBA, с 2014 года; версия WBO, с 2015 года), 1-й средней (версия WBC, 2007 и с 2013 года; WBA, с 2012 года) весовых категориях. В целом за всю свою карьеру победил 24 боксёра за титул чемпиона мира. Один из трёх чемпионов мира в пяти весовых категориях.
Лучший боксёр вне зависимости от весовой категории по версии журнала Ring (2005—2007, 2013—2015). Обладатель званий Боксёр года (1998, 2007) и Возвращение года (2009) по версии журнала The Ring. Боксёр года по версии BWAA (2007, 2013, 2015). Занимает второе место в рейтинге лучших боксёров всех времён и народов вне зависимости от весовой категории по версии BoxRec.
До октября 2018 года являлся самым высокооплачиваемым спортсменом в истории. Первый боксёр средних весовых категорий, доходы от трансляции поединков которого перевалили за $100-миллионный рубеж (Мейвезер-младший «расчистил путь» для представителей других весовых категорий, так как до него самыми «кассовыми» боксёрами были сугубо тяжеловесы: от Джона Саливана до Майка Тайсона). Финансовая подоплёка позднего этапа карьеры Мейвезера-младшего, огромные кассовые сборы и способность «собирать стадионы» принесли ему прозвище «Деньги». Благодаря Мейвезеру-младшему значительно возрос интерес к поединкам не-тяжёлых весовых категорий как в боксе, так и в спортивных единоборствах вообще. Среди прочих, ему принадлежит рекорд по участию в самых «кассовых» поединках: он участвовал (и победил) в четырёх из пяти крупнейших в истории поединках по совокупной сумме сборов.

## Биография
Мейвезер родился в Гранд-Рапидс, (штат Мичиган, США), в семье боксёра. Его отец, Флойд Мейвезер-старший, бывший полусредневес, состязался с известным Шугаром Рэйем Леонардом. Его дяди (Джеф Мейвезер и Роджер Мейвезер) были профессиональными боксёрами (Роджер Мейвезер — нынешний тренер Флойда — выиграл два чемпионата мира). Флойд Мейвезер-младший от рождения носил фамилию матери, но позже поменял её на более известную в боксе отцовскую.
Бокс был частью жизни Мейвезера с детства, и он никогда серьёзно не рассматривал любой другой вид профессии. «Я думаю, что моя бабушка увидела мой потенциал первой», — сказал Мейвезер. — «Когда я был молод, я сказал ей: „Я думаю, что я должен получить работу“. Она сказала: „Нет, просто боксируй“». «Когда мне было лет восемь или девять, я жил в Нью-Джерси с моей матерью, и нас было семеро в одной спальне, а иногда у нас не было электричества», — сказал Мейвезер. «Когда люди видят, что у меня есть сейчас, они понятия не имеют, откуда я и как я это получил».
Бокс стал выходом для Мейвезера, способом справиться с отсутствием отца. В то время, когда Мейвезер-старший отбывал срок в тюрьме, его сын — обладающий скоростью и сверхъестественным чувством ринга — вложил все свои силы в бокс, бросив школу. «Я знал, чему я собирался научиться, чтобы попытаться заботиться о своей маме, и я решил, что школа не так была для меня важна в то время, я собирался научиться боксировать, чтобы зарабатывать на жизнь», — говорил Мейвезер.

## Любительская карьера
Мейвезер в любителях провёл 90 поединков. Его рекорд составил 84-6. Он выиграл национальный трофей «Золотые перчатки» чемпионата в 1993 (106 фунтов), 1994 (114 фунтов) и 1996 (на 125 фунтов). Он был прозван «Pretty Boy» в его любительской команде, потому что из-за оборонительной тактики почти не получал никакого ущерба в поединках.

### Олимпийские игры
На Олимпийских играх 1996 года в Атланте выиграл бронзовую медаль.
- 1/16 финала. Выиграл у Бахтияра Толегенова (Казахстан) RSCI 1
- 1/8 финала. Выиграл у Артура Геворкяна (Армения) PTS (16-3)
- Четвертьфинал. Выиграл у Лоренсо Арагона (Куба) PTS (12-11)
- Полуфинал. Проиграл Серафиму Тодорову (Болгария) PTS (9-10)[10]

## Профессиональная карьера

### Первый лёгкий вес
Дебют Мейвезера на профессиональном ринге состоялся 11 октября 1996 года. Флойд нокаутировал мексиканца, такого же дебютанта на профи-ринге, Роберто Аподака, во втором раунде.
Проводил бои с высокой периодичностью, и до первого титульного боя провёл 17 рейтинговых поединков, большинство из которых выиграл нокаутом.

#### Бои за титул чемпиона мира
3 октября 1998 года в своем всего лишь 18-м профессиональном поединке Флойд победил чемпиона в первом лёгком весе по версии WBC Дженаро «Чиканито» Эрнандеса и сразу получил статус суперзвезды бокса. После поединка, свергнутый чемпион, считавшийся одним из лучших боксёров вне зависимости от весовой категории, сказал о Флойде: «Я не думал, что я так проиграю. Он невероятно быстр и техничен». Промоутер Мейвезера Боб Арум: «Флойд — преемник Мохаммеда Али, Шугара Рея Робинсона, и Шугара Рея Леонарда. Он — неординарный боксёр».
В декабре 1998 года Мейвезер встретился с Анджело Манфреди. В конце 2-го раунда он загнал противника в угол и начал избивать. Значительная часть ударов прошла мимо цели, однако рефери принял решение остановить бой. Остановка была спорной. Несколькими неделями спустя Мейвезер был назван журналами «Ринг» и «Нокаут» лучшим боксёром 1998 года.
В феврале 1999 года Мейвезер успешно победил Карлоса Альберто Рамон Риоса.
В мае 1999 года Мейвезер встретился с угандийцем Джастина Джуко. В 9-м раунде Мейвезер правым кроссом в челюсть отправил Джуко на канвас. Джуко поднялся на счет 10, но было поздно, и рефери остановил бой.
В сентябре 1999 Мейвезер победил Карлоса Херену, а в марте 2000 года Григорио Варгаса.
В октябре 2000 года Мейвезер вышел на ринг против проходного противника Эмануэля Бёртона. Мейвезер доминировал весь бой. В 9-м раунде он избивал противника — почти все его удары пришлись в цель. Видя это, угол Бёртона выбросил полотенце. Позже Бёртон сменил фамилию на Огастес.

#### Бой с Диего Корралесом

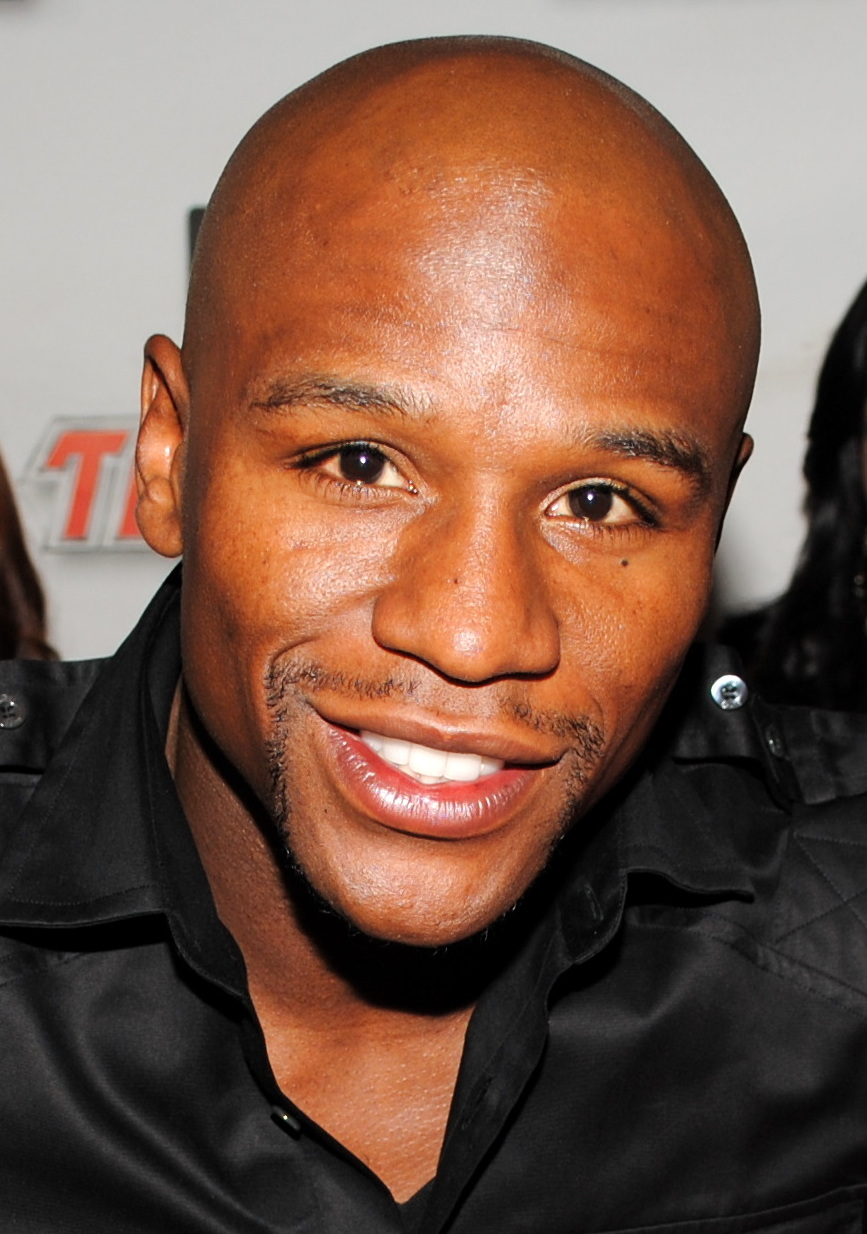
Флойд Мейвезер

В январе 2001 года Мейвезер вышел на ринг против небитого и очень сильного Диего Корралеса. В течение боя Мейвезер 5 раз посылал противника в нокдаун. В 10-м раунде после 5-го нокдауна угол Корралеса выбросил полотенце.

#### Бой с Карлосом Эрнандесом
В мае 2001 года Мейвезер встретился с Карлосом Эрнандесом. Мейвезер доминировал весь бой. В конце 6-го раунда Мейвезер ударил Эрнандеса правым хуком в голову, тот скорчился от боли, нагнулся и перестал сопротивляться. Эрнандес ударил его левым хуком. Рефери прервал бой и отсчитал чемпиону нокдаун. В середине 12-го раунда Эрнандес бросился на Мейвезера и попытался продавить его через канаты. За это рефери снял с него очко. По окончании 12 раундов судьи единогласно присудили Мейвезеру победу.

#### Бой с Хесусом Чавесом
В ноябре 2001 года он встретился с мексиканцем Хесусом Чавесом. В 9-м раунде Чавес пропустил несколько чистых ударов. В перерыве между 9-м и 10-м раундом угол Чавеса остановил бой. После этого боя Мейвезер поднялся в лёгкий вес.

### Лёгкий вес
В 2002 году Мейвезер перешёл в лёгкий вес.

#### Бой с Хосе Луисом Кастильо
В апреле 2002 года он вышел на ринг против чемпиона в лёгком весе по версии WBC Хосе Луиса Кастильо. Кастильо превзошёл Мейвезера в скорости. Однако все трое судей поставили оценки в пользу Мейвезера. Неофициальный судья телеканала HBO Харольд Ледерман посчитал, что победил Кастильо. За весь бой Кастильо попал 203 удара, а Флойд 157. Многие посчитали, что Кастильо выиграл тот бой, и Флойд дал незамедлительный реванш.
В декабре 2002 года в реванше Мейвезер уверенно победил Кастильо.
В 2003 году Мейвезер вышел на ринг против Викториано Сосы. По окончании 12 раундов судьи дали победу Мейвезеру с разгромным счётом. С оценками судей согласились далеко не все.
В ноябре 2003 года Мейвезер вышел на ринг против Филлипа Ндо. В 7-м раунде Мейвезер провёл 3 подряд точных правых кросса в голову Ндо. Ндо упал. Мейвезер попал 4-м правым кроссом по упавшему противнику. Рефери сразу же его отогнал. Ндо поднялся на счет 9, но не захотел продолжать бой. Рефери остановил поединок. После этого боя Мейвезер перешёл в 1-й полусредний вес.

### Второй лёгкий вес
В мае 2004 года Мейвезер встретился с Демаркусом Корли. В 8-м раунде Мейвезер устроил затяжную атаку, и Корли, чтобы уйти от неё, опустился на колено. Рефери отсчитал нокдаун. В начале 10-го раунда Мейвезер провёл успешную атаку по голове с обеих рук. Корли упал на колени. Рефери отсчитал 2-й нокдаун. Мейвезер уверенно доминировал в бою и победил с разгромным счётом.
В январе 2005 года Мейвезер вышел на ринг против пуэрториканца Хенри Брюселеса. Поединок вновь был отборочным за титул WBC в 1-м полусреднем весе. В первых 3-х раундах Флойд осыпал соперника ударами, а потом сменил тактику. Он перевёл бой в центр ринга и начал методично пытаться отправить соперника в нокдаун. В конце 8-го раунда Мейвезер провёл два крюка по телу, и Брюселес опустился на колено, но сразу же поднялся. Рефери отсчитал нокдаун. После возобновления боя Мейвезер провёл несколько серий в голову. Затем он прижал соперника к канатам и провёл ещё одну серию хуков в голову с обеих рук, после чего Брюселес упал на колени. Брюселес смог подняться на ноги. Рефери отсчитал нокдаун, и разрешил продолжить бой. В это же время к рингу подошёл тренер пуэрториканца и, несмотря на то, что до конца раунда оставалось 5 секунд, сообщил, что рекомендует остановить бой. Рефери прекратил поединок.

#### Бой с Артуро Гатти
В июне 2005 года Мейвезер вышел на ринг против чемпиона мира в 1-м полусреднем весе по версии WBC Артуро Гатти. В конце 1-го раунда Мейвезер грязным нарушением правил прижал локтем Гатти вниз, после чего Гатти остановился из-за невнятного поведения рефери и Мейвезер, воспользовавшись ситуацией, отправил Гатти в нокдаун. Гатти с лёгкостью встал и был возмущён поведением Мейвезера и бездействием рефери, рефери никак не среагировал. Мейвезер имел колоссальное преимущество во всех остальных раундах, после 6-го раунда угол Гатти отказался от продолжения боя. После этого Мейвезер поднялся в полусредний вес.

### Полусредний вес
В ноябре 2005 года Мейвезер поднялся в полусредний вес и в рейтинговом бою встретился с бывшим чемпионом мира в 1-м полусреднем весе Шармбой Митчеллом. После доминирования в первых 2-х раундах, в 3-м Флойд правым кроссом отправил Митчелла в нокдаун. Митчелл не был потрясён и встал на счёт 4. Добивать противника Мейвезер не стал. Далее преимущество Мейвезера не вызывало сомнения и в 6-м раунде Флойд правым в корпус отправил Шармбу на пол во второй раз за бой. Рефери досчитал до 9. Митчелл встал на счёт 10, но было поздно, рефери остановил бой, когда Шармба, всё ещё опираясь на канаты, корчился от боли. Митчелл пытался было доказать, что удар был нанесён ниже пояса, однако многочисленные повторы показывали обратное.

#### Бой с Забом Джудой
В апреле 2006 года состоялся бой двух технарей: Флойда Мейвезера и чемпиона мира в полусреднем весе по версии IBF Заба Джуды. На кону также стоял вакантный титул по версии IBO. В первых 4-х раундах Джуда имел преимущество, но начиная с 5-го Мейвезер пристроился к противнику-левше. Флойд постепенно завоёвывал преимущество, что вылилось в разбитый нос противника в 7-м раунде. В 10-м раунде Джуда нанёс удар ниже пояса, а затем в затылок согнувшегося от боли Мейвезера. При виде этого на ринг выбежал дядя и тренер Флойда Роджер Мейвезер, бросаясь на рефери. На ринг также выбежали люди из угла Джуды, завязалась потасовка. Вскоре их примеру последовали все, кто находился рядом с рингом или просто проходил мимо. Сам Джуда тоже по ходу нанёс кому-то пару ударов. Полиции удалось очистить ринг. За вторжение в пределы ринга Роджера Мейвезера удаляют из зала. Бой продолжился. В оставшихся двух раундах Мейвезер довёл встречу до логического завершения. В конце 12-го раунда он опустил руки и наставнически показал Джуде на свой подбородок. По окончании боя победу единогласным решением присудили Флойду. После боя Мейвезер заявил, что в начале поединка он повредил правую руку, что и помешало ему победить досрочно.

#### Бой с Карлосом Бальдомиром
В ноябре 2006 года Мейвезер встретился с обладателем титула WBC в полусреднем весе Карлосом Бальдомиром. Бальдомир безуспешно пытался нейтрализовать Мейвезера постоянным напором и большим количеством выбрасываемых ударов, но скорость Флойда оказалась намного выше. Бой длился все 12 раундов при тотальном преимуществе Мейвезера. По окончании поединка все судьи единогласно отдали победу Мейвезеру. После боя Флойд признался, что по ходу поединка травмировал правую руку.

### Первый средний вес

#### Бой с Оскаром Де Ла Хойей
В мае 2007 года Мейвезер вышел против знаменитого и очень сильного чемпиона мира в 1-м среднем весе по версии WBC Оскара Де Ла Хойи. Фаворитом в этом бою был Мейвезер. Постаревшему Оскару давали мало шансов на победу. Неожиданно для всех Де Ла Хойя очень даже хорошо смотрелся, выбрасывая многоударные комбинации и не раз доставал американца. В отличие от большинства соперников Мейвезера, Оскар не проваливался. Мейвезер во 2 половине боя сам бросался в атаку. После 9 раунда выносливость Оскара села, хотя Мейвезер тоже заметно устал, 10 и 11 раунды были очень близкими, но чуть лучше выглядел Флойд. В конце 12 раунда Оскар пробил серию ударов в голову, Мейвезер не стал защищаться и вступил в открытую рубку, пропустив пару ударов. Мейвезер стал чемпионом в 5-й весовой категории, хотя многие эксперты отметили, что столько ударов Мейвезер не пропускал за всю свою карьеру.

#### Бой с Рикки Хаттоном
В декабре 2007 года состоялся бой двух непобеждённых боксёров — американца Флойда Мейвезера и британца Рикки Хаттона. Первые раунды проходили в равной борьбе. Хаттон агрессивно начал поединок и в присущем ему стиле старался работать в ближней дистанции. Однако скорость Мейвезера позволяла американцу успешно действовать на опережение. В 3-м раунде Хаттон заработал рассечение над правым глазом. В 4-м раунде Мейвезеру удалось нанести несколько точных ударов, потрясших британца. В 6-м раунде за удар по затылку рефери снял с Хаттона одно очко. С середины боя Мейвезер начал доминировать. В 8-м раунде Мейвезер перебоксировал противника по всем статьям, наглядно демонстрируя, как нужно действовать против тактики британца. В 9-м раунде Флойд взял небольшую паузу, и ход встречи выровнялся. Ближе к середине 10-го раунда Мейвезер зашёл в угол. Хаттон шёл на него. Мейвезер точным встречным левым крюком попал ему в челюсть. Хаттон боднул стойку и упал на спину. Он сумел подняться на счёт 8. Мейвезер хотел было развить успех, но Хаттон начал клинчевать. Рефери разнял их. Мейвезер провёл два левых хука подряд в челюсть Хаттона, британец облокотился на канаты, Флойд принялся его добивать. Рефери остановил атаку американца. В это время Хаттон вновь упал на спину, и рефери прекратил бой. Одновременно из угла британца вылетело белое полотенце. До момента остановки боя Мейвезер лидировал на записках всех трёх судей с большим отрывом: 89-81 (дважды) и 88-82.

#### Бой с Хуаном Мануэлем Маркесом

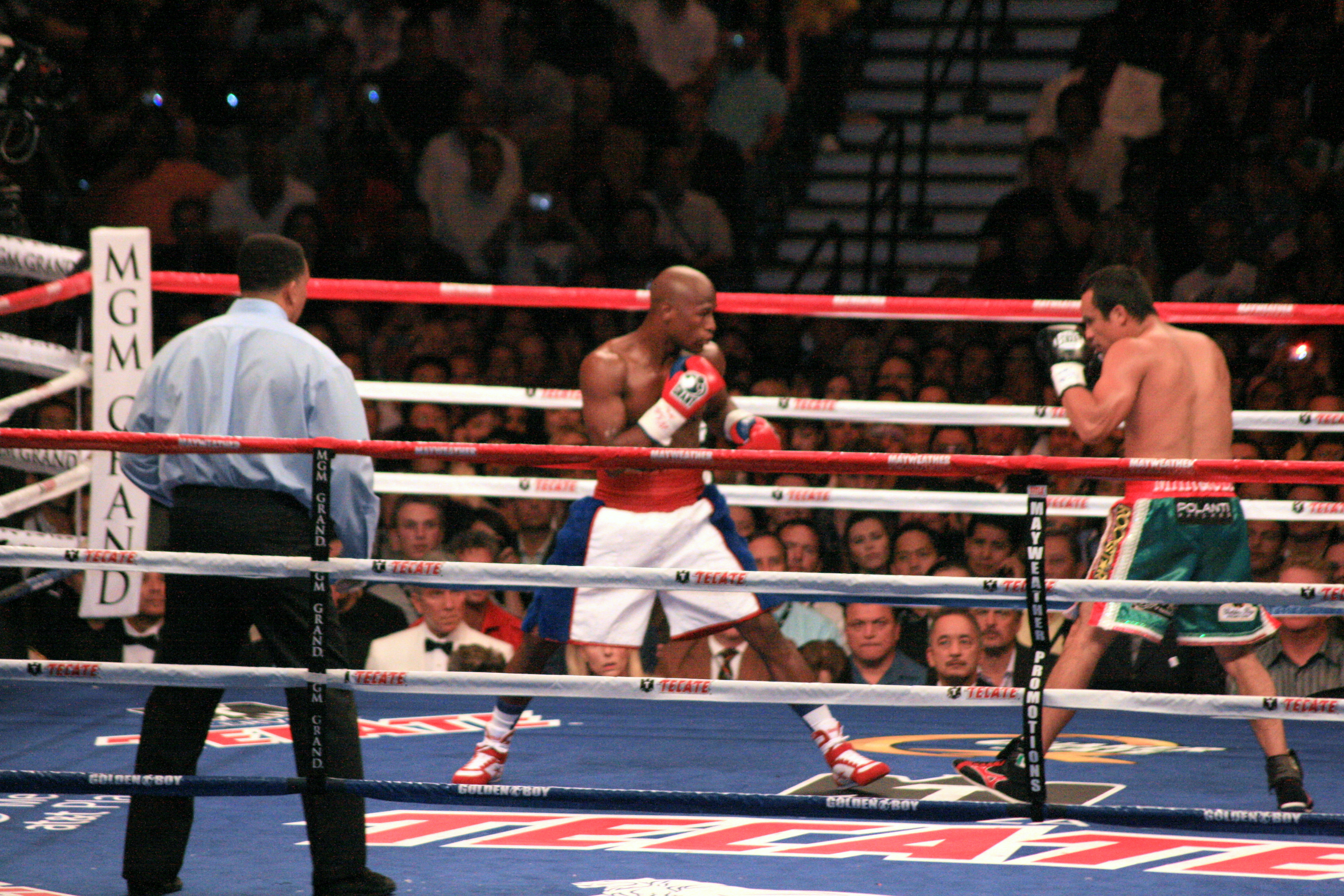
Мейвезер против Маркеса

В сентябре 2009 года, после двухлетнего перерыва, Мейвезер вернулся в бокс. Первым его соперником после возвращения стал мексиканец Хуан Мануэль Маркес. Бой проходил в промежуточной весовой категории и был титульным.
Мейвезер, который в бою выглядел намного больше и быстрее Маркеса, уже во 2-м раунде смог отправить противника на пол левым боковым и преобладал практически в каждом из эпизодов каждого раунда. Маркес пытался атаковать, но Мейвезер действовал на опережение, и постоянно контратаковал мексиканца. В конце четвёртого раунда Флойд нанёс Хуану Мануэлю рассечение. По ходу поединка Мейвезер постоянно кичился и дразнил мексиканца. По окончании боя все судьи с разгромным счётом присудили победу Мейвезеру.
За бой Мейвезер получил 10 млн $ без учёта ppv (платных трансляций). Маркес получил 3,2 млн $ без учёта ppv.

#### Бой с Шейном Мосли
В мае 2010 года Мейвезер встретился со звёздным и очень сильным обладателем «супертитула» WBA в полусреднем весе Шейном Мосли. Поединок был нетитульным. Бой начался нервно и несколько сумбурно, каждый из боксёров старался спровоцировать соперника на атаку, чтобы контратаковать. Стартовый раунд выдался близким, но Мосли был чуть лучше, положив точно в цель несколько жёстких джебов. Во 2-й трехминутке запахло настоящей сенсацией: Мосли попал справа и сильно потряс Мейвезера, который тут же принялся вязать соперника. Через несколько секунд ещё более мощный правый от Шейна подогнул ноги Флойда. Мосли попытался добить, но действовал не слишком эффективно и постоянно попадал в объятия Мейвезера. Флойд «выживал» исключительно умело, благодаря чему и продержался до гонга. В перерыве Мейвезер полностью отошёл от потрясения. Начиная уже со следующего раунда, Флойд приспособился к манере соперника, пошёл вперед и перехватил инициативу. В дальнейшем Флойд лишь наращивал преимущество. Раунды с 3-го по 11-й были похожи один на другой и прошли под полным контролем Мейвезера. Временами превосходство Флойда было просто подавляющим, и в большинстве эпизодов Шейн выглядел просто беспомощным.
Главным оружием Мейвезера стали чрезвычайно быстрые и точные одиночные прямые справа c дистанции: кроссы Флойда раз за разом встряхивали голову Мосли, который явно не успевал реагировать на удары соперника. Вторая половина поединка превратилась чуть ли не в одностороннее избиение Шейна. Выверенные, хирургически точные удары Мейвезера в зародыше разрушали все попытки противника подготовить эффективную атаку. Однако Флойду всё же не хватило мощи, чтобы хотя бы раз всерьёз потрясти Мосли. Тем не менее, с течением боя голова Шейна накапливала тоннаж. Во второй половине 12-го раунда Мосли предпринял «спурт последней надежды» в попытке нокаутировать соперника. Но Мейвезеру удалось не только избежать отчаянных ударов своего визави, но и выиграть финальную трёхминутку, хотя и не с таким разгромным преимуществом, как предыдущие 9 раундов. Таким образом, все успехи Шейна остались в первых двух раундах, что и отобразилось в судейских записках: все три судьи зафиксировали большое преимущество по-прежнему непобедимого Флойда Мейвезера: 119—109 (дважды) и 118—110.

#### Бой с Виктором Ортисом

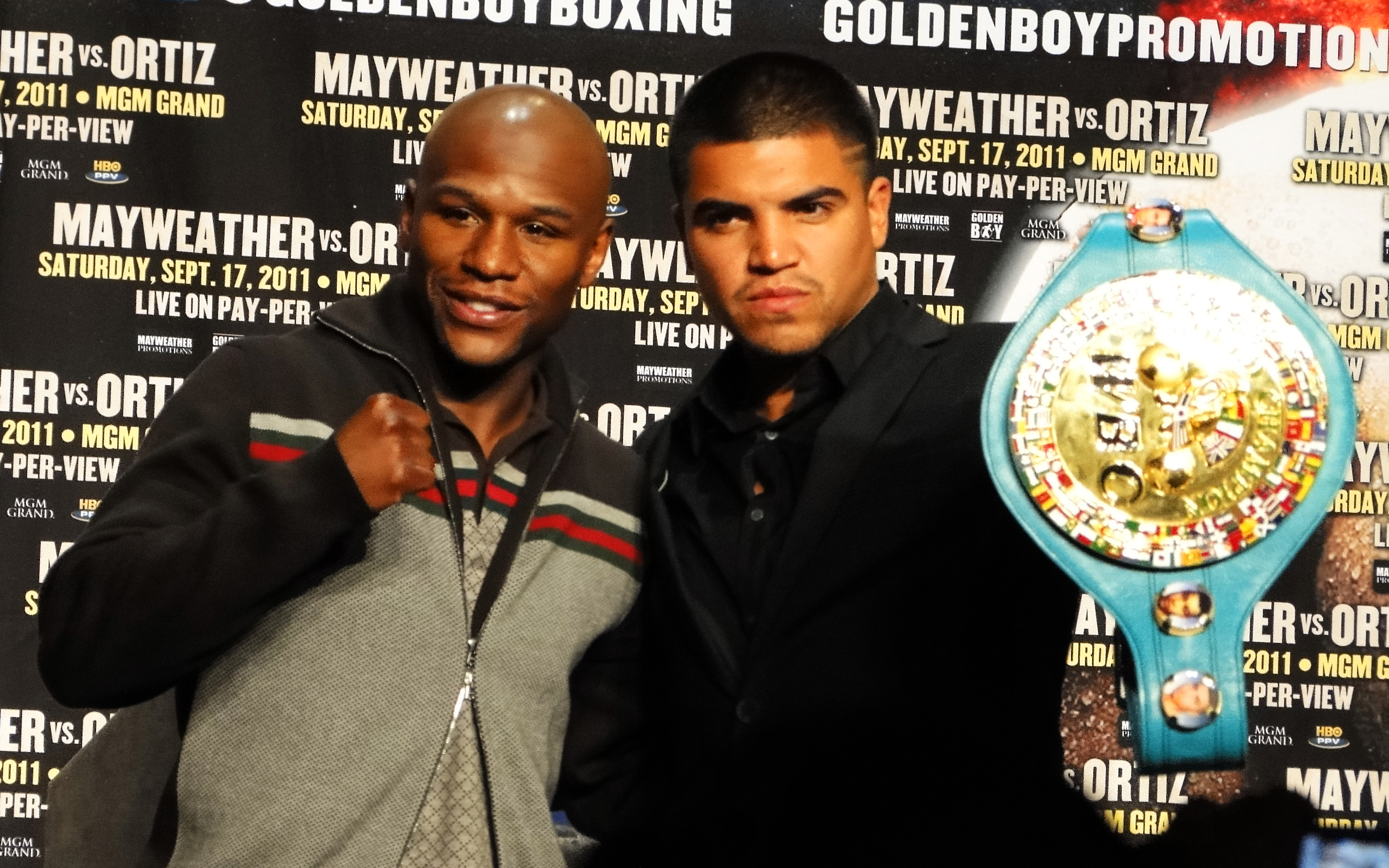
Флойд Мейвезер и Виктор Ортис

В сентябре 2011 года Мейвезер после почти полуторагодичного перерыва встретился с обладателем титула WBC в полусреднем весе Виктором Ортисом. Неторопливое начало поединка постепенно переросло в полное доминирование Флойда, традиционно качественно избегавшего ударов соперника и, в свою очередь, быстро и своевременно заполнявшего бреши в обороне Ортиса точными попаданиями. Атакующие наскоки Ортиса, когда Мейвезер оказывался у канатов, ни к чему результативному для Виктора не приводили, а Флойд постоянно добивался успеха. В 4-м раунде один из спуртов Ортиса завершился его же умышленным ударом головой. После непродолжительной остановки боя, во время которой рефери снял с провинившегося очко, Виктор хотел обнять Мейвезера, извиняясь. Но Флойд провёл двойку левый-правый в голову Ортиса. Бой закончился нокаутом в пользу Флойда Мейвезера.

#### Бой с Мигелем Котто
В мае 2012 года Мейвезер вышел на ринг против звёздного пуэрториканца и действующего «суперчемпиона» мира по версии WBA в 1-м среднем весе Мигеля Котто. На кону также стоял вакантный Бриллиантовый пояс WBC. Большая часть поединка благодаря усилиям чемпиона выдалась равной. В начальных раундах Мейвезер действовал в присущей ему манере, намеренно отдав центр ринга сопернику и сосредоточился на контратаках. За счёт преимущества в скорости и превосходного тайминга, американцу удавалось уходить от ударов оппонента и самому наносить острые, болезненные удары. Котто прессинговал, настойчиво навязывая сопернику силовой бокс в «полуборцовском» стиле; Мейвезер постоянно отирал спиной канаты в первой половине встречи, пропускал немного, но вскользь у Мигеля проходило достаточно ударов: великолепная защита американца была на высоте. Котто продолжал упорно теснить Мейвезера к канатам, где усердно обрабатывал защиту соперника, небольшого успеха ему удалось добиться в 4-м раунде, когда у него прошло несколько ударов по корпусу и в голову. В 5-м раунде Мейвезеру пришлось выдержать жесточайший прессинг пуэрториканца. Практически весь раунд Котто держал оппонента запертым в углу ринга и бомбил по площадям. И только под конец раунда Флойду удалось оторваться от противника. Мигель продолжал прессинговать оппонента, переводя бой в среднюю и ближнюю дистанцию, где за счёт большей активности вызывал восторг публики. Однако, стоило дистанции увеличиться, как Котто начинал пропускать длинные и хлесткие удары. Вырвав несколько средних раундов и разбив Мейвезеру нос, Котто всё же немало пропустил ударов в тех эпизодах, когда Мейвезеру удавалось снизить темп поединка — в такие периоды он расчётливо и аккуратно перебоксировал противника. Раунды с 8-го по 11-й включительно прошли в зрелищном противоборстве стилей: постоянно идущий вперёд Котто, весьма неплохо защищавшийся, натыкался на решившего «упереться» Флойда, который терпеливо выискивал дыры в обороне визави. Финальный раунд Мейвезер взял довольно легко: показавший хорошую функциональную подготовку Котто на мгновение ослабил внимание и получил в голову мощную комбинацию, которая серьёзно потрясла Мигеля, однако тот сумел устоять на ногах. По итогам 12-ти раундов судьи единогласным решением отдали победу всё ещё непобеждённому Флойду Мейвезеру.

#### Бой с Робертом Герреро
Мейвезер вернулся на ринг 4 мая 2013 года. Его соперником был временный чемпион мира по версии WBC в полусреднем весе Роберт Герреро. Это был первый бой Мейвезера после выхода из тюрьмы и первый его бой на канале Showtime. До этого Мейвезер все бои провёл на HBO. Минимальный гонорар Мейвезера за этот бой составил 32 млн долларов, Герреро получил 3 млн долларов. Несмотря на то, что Мейвезер год не выходил на ринг, он был в отличной форме и легко победил Герреро. Герреро весь бой пытался запереть Мейвезера у канатов, но Флойд легко уходил от атак Герреро и регулярно расстреливал его правым кроссом. Герреро так и не смог пробить защиту «Красавчика». После двенадцати раундов все трое судей отдали победу Мейвезеру со счётом 117—111.

#### Бой с Саулем Альваресом
14 сентября 2013 года Флойд Мейвезер встретился в бою с чемпионом в первом среднем весе, Саулем Альваресом. Поединок стал самым кассовым на тот момент в истории бокса, и собрал общую кассу в более чем $150 млн. Сауль ничего не смог противопоставить опытному американцу, и Флойд Мейвезер с большим преимуществом перебоксировал Альвареса, владея преимуществом почти во всех раундах. Несмотря на тотальное доминирование Флойда, судейское решение всё же было не таким однозначным, двое судей дали предпочтение Мейвезеру, а в протоколе третьего из судей был выставлен ничейный результат. Альварес потерпел первое поражение на профессиональном ринге.
Бой был назван «The one» и имел четырёхмесячную PR-кампанию, в ходе которой его участники посетили многие города США и Мексики. Бой был крайне популярен. Событие посетили многие знаменитости бизнеса и шоу-бизнеса, в том числе Джек Николсон, Бар Рафаели и Пи Дидди. Флойд Мейвезер выходил под выступление знаменитого американского рэпера Лил Уэйна, во время награждения в ринге присутствовал певец Джастин Бибер.

#### Бои с Маркосом Майданой
3 мая 2014 года Флойд Мейвезер встретился с аргентинским чемпионом WBA Маркосом Майданой. Первая половина боя получилась конкурентной. Майдане часто удавалось прижимать Мейвезера к канатам и наносить жёсткие удары. Однако после 8 раунда Майдана начал подавать признаки усталости, и Мейвезер взял бой под свой контроль. Один из судей посчитал, что поединок был равным, но двое других отдали победу Мейвезеру. Счёт судейских записок: 117—111, 116—112, 114—114. Майдана в послематчевом интервью выразил уверенность, что он выиграл бой. В статистике ударов по системе CompuBox, в бою с Маркосом Майданой Флойд Мейвезер пропустил самое большое количество ударов в своей карьере — 221. Сам же Флойд провел на 9 точных ударов больше — 230. А вот по выброшенным ударам преимущество было на стороне Майданы — 858 против 426 у Мейвезера. Точнее в своих действиях, соответственно, был Флойд.
13 сентября 2014 года прошёл матч-реванш между Маркосом Майданой и Флойдом Мейвезером. Мейвезер лидировал на протяжении всего боя. Майдана постоянно пытался прижать Флойда к канатам, но Флойд много двигался и легко уходил от преследования. После 8 раунда Мейвезер стал увереннее, позволял себе опускать руки и бить на выбор. По окончании 12 раундов единогласным решением судей победителем был признан Флойд Мейвезер. Майдана с решением судей не спорил.

#### Бой с Мэнни Пакьяо
2 мая 2015 года в Лас-Вегасе состоялся самый ожидаемый бой современности между американцем Флойдом Мейвезером и филиппинцем Мэнни Пакьяо. Ещё до начала боя его назвали боем века, но, как это часто бывает, в схватке двух первоклассных мастеров, которые не дают друг другу показать всё лучшее, что они демонстрируют в поединках с другими соперниками, бой получился не зрелищный, а скорее напоминал высокоскоростную «шахматную партию».
Первые 2 раунда прошли в разведке, в которых точнее в своих действиях был Мейвезер. Однако начиная с 3 раунда, Пакьяо удалось перехватить инициативу и уже в 4 филиппинец провёл хорошую контратаку, которая встряхнула Мейвезера, заставив того закрыться в блоке возле канатов, но развить успех Мэнни не сумел. В целом, бой получился довольно конкурентным и близким, с не столь большим, но достаточным для победы преимуществом Мейвезера. Большинство фанатов и любителей бокса бой разочаровал.
На послематчевой и последующих пресс-конференциях, Пакьяо заявлял, что за 3 недели до боя у него произошёл разрыв одной из связок правого плечевого сустава.
Этот бой стал самым прибыльным за всю историю бокса. Мейвезер получил 300$ млн, а Пакьяо 150$ млн без учёта продаж телевизионных трансляций. Общий доход от боя составил больше полмиллиарда долларов.

#### Бой с Андре Берто
12 сентября 2015 года состоялся 49-й бой Флойда Мэйвезера с Андре Берто. Ещё до боя многие предрекали лёгкую победу Мейвезера, не давая Берто никаких шансов. Так и получилось. Мейвезер с самого начала завладел преимуществом и не упускал его вплоть до финального гонга, у Берто были свои удачные эпизоды и на фоне большого старания Андре, бой не выглядел таким уж односторонним. В 12 раунде после успешной атаки, Флойд смог потрясти Берто, но добить его не сумел. Счёт судейских записок стал лишь формальностью: 120:108, 118:110, 117:111. После боя Мейвезер объявил о завершении карьеры. Таким образом, Мейвезер ушёл с ринга непобеждённым, имея в своём активе 49 боёв и 49 побед, тем самым, повторив рекорд Рокки Марчиано.

#### Бой с Конором Макгрегором
Победу одержал Флойд Мейвезер. В десятом раунде после серии ударов Мейвезера рефери остановил бой, что означало победу Мейвезера техническим нокаутом.

## Показательные бои

#### Бой с Логаном Полом
В июне 2021 года провел выставочный поединок с 26-летним блогером Логаном Полом. Соперники бились все 8 раундов по 3 минуты. По статистике и оценке экспертов Мейвейзер выиграл поединок по очкам, но в соответствии с условиями поединка победитель определён не был, так как бой прошел всю дистанцию. Гонорар Мейвезера составит $ 10 млн плюс половина от продаж платных трансляций поединка. Пол получит $ 250 тыс. и 10 % от продаж платных трансляций.

## Судимости
C 1 июня 2012 года отбывал 90-дневное тюремное заключение за избиение своей бывшей подруги Джози Харрис на глазах у своих детей. 3 августа досрочно был выпущен на свободу.

## Таблица боёв
В таблице перечислены результаты всех поединков боксёров.
В каждой строке указан результат поединка. Дополнительно номер поединка обозначен цветом, который обозначает итог поединка. Расшифровка обозначений и цветов представлена в нижеследующей таблице.
| Пример | Расшифровка                     |
| ------ | ------------------------------- |
|        | Победа                          |
|        | Ничья                           |
|        | Поражение                       |
|        | Планируемый поединок            |
|        | Поединок признан несостоявшимся |
| КО     | Нокаут                          |
| ТКО    | Технический нокаут              |
| PTS    | Решение судей (по очкам)        |
| UD     | Единогласное решение судей      |
| MD     | Решение большинства судей       |
| SD     | Раздельное решение судей        |
| RTD    | Отказ от продолжения боя        |
| DQ     | Дисквалификация                 |
| NC     | Поединок признан несостоявшимся |

| 50 поединков, 50 побед (27 нокаутом).                             | 50 поединков, 50 побед (27 нокаутом). | 50 поединков, 50 побед (27 нокаутом). | 50 поединков, 50 побед (27 нокаутом). | 50 поединков, 50 побед (27 нокаутом).   | 50 поединков, 50 побед (27 нокаутом). | 50 поединков, 50 побед (27 нокаутом). |
| Бой                                                               | Рекорд                                | Дата                                  | Соперник                              | Место боя                               | Результат                             | Дополнительно |
| ----------------------------------------------------------------- | ------------------------------------- | ------------------------------------- | ------------------------------------- | --------------------------------------- | ------------------------------------- | --- |
| 50                                                                | 50-0                                  | 26 августа 2017                       | Конор Макгрегор (дебют)               | Ти-Мобайл Арена, Лас-Вегас, Невада, США | TKO 10 (12), 1:05                     | Бой за специальный пояс WBC Money Belt. Счёт судей: 89-82, 87-83, 89-81. |
| Объявил о завершении карьеры, но спустя два года вернулся на ринг |                                       |                                       |                                       |                                         |                                       | |
| 49                                                                | 49-0                                  | 12 сентября 2015                      | Андре Берто (30-3)                    | MGM Grand, Лас-Вегас, Невада, США       | UD 12                                 | Бой за титулы чемпиона мира в полусреднем весе по версиям WBC (5-я защита Мейвезера) и WBA (3-я защита Мейвезера). Счёт судей: 120-108, 117-111, 118-110                                                        |
| 48                                                                | 48-0                                  | 2 мая 2015                            | Мэнни Пакьяо (57-5-2)                 | MGM Grand, Лас-Вегас, Невада, США       | UD 12                                 | Объединил титулы чемпиона мира в полусреднем весе по версиям WBC (4-я защита Мейвезера), WBA (2-я защита Мейвезера), WBO (2-я защита Пакьяо). Счёт судей: 118-110 и 116-112 (дважды).                           |
| 47                                                                | 47-0                                  | 13 сентября 2014                      | Маркос Майдана (35-4)                 | MGM Grand, Лас-Вегас, Невада, США       | UD 12                                 | Защитил титулы WBC и WBA Super в полусреднем весе, WBC первом среднем весе. Счёт судей: 116-111, 116-111, 115-112                                                                                               |
| 46                                                                | 46-0                                  | 3 мая 2014                            | Маркос Майдана (35-3)                 | MGM Grand, Лас-Вегас, Невада, США       | MD 12                                 | Защитил титул WBC и выиграл титул WBA Super в полусреднем весе. Счёт судей: 114-114, 116-112, 117-111. |
| 45                                                                | 45-0                                  | 14 сентября 2013                      | Сауль Альварес (42-0-1)               | MGM Grand, Лас-Вегас, Невада, США       | MD 12                                 | Выиграл титулы WBC и The Ring, защитил титул WBA Super в первом среднем весе. Счёт судей: 114-114, 116-112, 117-111. Согласованный промежуточный вес — 152 фунта.                                               |
| 44                                                                | 44-0                                  | 4 мая 2013                            | Роберт Герреро (31-1-1)               | MGM Grand, Лас-Вегас, Невада, США       | UD 12                                 | Защитил титул WBC, выиграл вакантный титул The Ring в полусреднем весе. Счёт судей: 117-111, 117-111, 117-111.                                                                                                  |
| 43                                                                | 43-0                                  | 5 мая 2012                            | Мигель Котто (37-2)                   | MGM Grand, Лас-Вегас, Невада, США       | UD 12                                 | Выиграл титулы WBA Super и WBC Diamond в первом среднем весе. Счёт судей: 118-110, 117-111б, 117-111. |
| 42                                                                | 42-0                                  | 17 сентября 2011                      | Виктор Ортис (29-2-2)                 | MGM Grand, Лас-Вегас, Невада, США       | KO 4 (12), 2:59                       | Выиграл титул WBC в полусреднем весе. Счёт судей: 30—27, 30—27, 29—28. Ортис оштрафован в 4-м раунде за удар головой (при ударе рассек Флойду нижнюю губу). Ортис был нокаутирован через 10 секунд после этого. |
| 41                                                                | 41-0                                  | 1 мая 2010                            | Шейн Мосли (46-5)                     | MGM Grand, Лас-Вегас, Невада, США       | UD 12                                 | Счёт судей: 119-109, 118-108, 119-109. |
| 40                                                                | 40-0                                  | 19 сентября 2009                      | Хуан Мануэль Маркес (50-4-1)          | MGM Grand, Лас-Вегас, Невада, США       | UD 12                                 | Счёт судей: 120-107, 119-108, 118-109. Маркес в нокдауне во 2-м раунде. |
| Перерыв                                                           |                                       |                                       |                                       |                                         |                                       | |
| 39                                                                | 39-0                                  | 8 декабря 2007                        | Рикки Хаттон (43-0)                   | MGM Grand, Лас-Вегас, Невада, США       | TKO 10 (12), 1:35                     | Выиграл титул WBC в полусреднем весе. Счёт судей: 88-82, 89-81, 89-81. |
| 38                                                                | 38-0                                  | 5 мая 2007                            | Оскар Де Ла Хойя (38-4)               | MGM Grand, Лас-Вегас, Невада, США       | SD 12                                 | Выиграл титул WBC в первом среднем весе. Счёт судей: 116-112, 115-113, 113-115. |
| 37                                                                | 37-0                                  | 4 ноября 2006                         | Карлос Мануэль Бальдомир (43-9-6)     | Мандалай-Бэй, Лас-Вегас, Невада, США    | UD 12                                 | Выиграл титулы WBC, IBA, The Ring, защитил титул IBO в полусреднем весе. Счёт судей: 120-108, 120-108, 118-110.                                                                                                 |
| 36                                                                | 36-0                                  | 8 апреля 2006                         | Заб Джуда 34-3                        | Лас-Вегас, Невада, США                  | UD 12                                 | Выиграл титул IBF и вакантный титул IBO в полусреднем весе. Счёт судей: 119-109, 116-112, 117-111. |
| 35                                                                | 35-0                                  | 19 ноября 2005                        | Шармба Митчелл (56-4)                 | Портленд, Орегон, США                   | TKO 6 (12), 2:06                      | Митчелл в нокдаунах в 3-ом и 6-м раундах. |
| 34                                                                | 34-0                                  | 25 июня 2005                          | Артуро Гатти (39-6)                   | Атлантик-Сити, Нью-Джерси, США          | RTD 6 (12), 3:00                      | Выиграл титул WBC в первом полусреднем весе. Гатти в нокдауне в 1-м раунде. |
| 33                                                                | 33-0                                  | 22 января 2005                        | Генри Бруселес (21-2-1)               | Майами, Флорида, США                    | TKO 8 (12), 2:55                      | Претендентский бой WBC в первом полусреднем весе. |
| 32                                                                | 32-0                                  | 22 мая 2004                           | Демаркус Корли (28-2-1)               | Атлантик-Сити, Нью-Джерси, США          | UD 12                                 | Претендентский бой WBC в первом полусреднем весе. Счёт судей: 119-107, 118-108, 119-108. Корли по одному разу в нокдауне в 8-м и в 10-м раундах.                                                                |
| 31                                                                | 31-0                                  | 1 ноября 2003                         | Филлип Нду (31-1)                     | Гранд-Рапидс, Мичиган, США              | TKO 7 (12), 1:08                      | Защитил титулы WBC и The Ring в лёгком весе. |
| 30                                                                | 30-0                                  | 19 апреля 2003                        | Викториано Соса (35-2-2)              | Фресно, Калифорния, США                 | UD 12                                 | Защитил титулы WBC и The Ring в лёгком весе. Счёт судей: 118-110, 119-109, 118-110. |
| 29                                                                | 29-0                                  | 7 декабря 2002                        | Хосе Луис Кастильо (46-5-1)           | Мандалай-Бэй, Лас-Вегас, Невада, США    | UD 12                                 | Защитил титулы WBC и The Ring в лёгком весе. Счёт судей: 115-113, 116-113, 115-113. |
| 28                                                                | 28-0                                  | 20 апреля 2002                        | Хосе Луис Кастильо (45-4-1)           | MGM Grand, Лас-Вегас, Невада, США       | UD 12                                 | Выиграл титул WBC и вакантный титул The Ring в лёгком весе. Счёт судей: 116-111, 115-111, 115-111. |
| 27                                                                | 27-0                                  | 10 ноября 2001                        | Хесус Чавес (35-1)                    | Сан-Франциско, Калифорния, США          | RTD 9 (12), 3:00                      | Защитил титул WBC во втором полулёгком весе. |
| 26                                                                | 26-0                                  | 26 мая 2001                           | Карлос Эрнандес (33-2-1)              | Гранд-Рапидс, Мичиган, США              | UD 12                                 | Защитил титул WBC во втором полулёгком весе. Счёт судей: 119-109, 117-109, 116-111. Мейвезер в нокдауне в 6-м раунде, Эрнандес оштрафован за удар локтем в 12-м раунде.                                         |
| 25                                                                | 25-0                                  | 20 января 2001                        | Диего Корралес (33-0)                 | MGM Grand, Лас-Вегас, Невада, США       | TKO 10 (12), 2:19                     | Защитил титул WBC во втором полулёгком весе. Корралес 3 раза в нокдауне в 7-м раунде и 2 раза — в 10-м. |
| 24                                                                | 24-0                                  | 21 октября 2000                       | Эмануэль Огастес (22-16-4)            | Детройт, США                            | TKO 9 (10), 1:06                      | Представитель угла Огастеса выбежал на ринг для остановки боя. |
| 23                                                                | 23-0                                  | 18 марта 2000                         | Грегорио Варгас (40-6-1)              | Лас-Вегас, США                          | UD 12                                 | Защитил титул WBC во втором полулёгком весе. Счёт судей: 118-109, 119-108, 119-108. Варгас в нокдауне в 6-м раунде.                                                                                             |
| 22                                                                | 22-0                                  | 11 сентября 1999                      | Карлос Герена (34-2)                  | Лас-Вегас, США                          | RTD 7 (12), 3:00                      | Защитил титул WBC во втором полулёгком весе. Герена дважды в нокдауне в 1-м раунде. |
| 21                                                                | 21-0                                  | 22 мая 1999                           | Джастин Джуко (33-2-1)                | Лас-Вегас, США                          | KO 9 (12), 1:20                       | Защитил титул WBC во втором полулёгком весе. |
| 20                                                                | 20-0                                  | 17 февраля 1999                       | Карлос Риос (44-2-1)                  | Гранд-Рапидс, США                       | UD 12                                 | Защитил титул WBC во втором полулёгком весе. Счёт судей: 120-110, 119-108, 120-109. |
| 19                                                                | 19-0                                  | 19 декабря 1998                       | Эйнджел Манфреди (25-2-1)             | Майами, США                             | TKO 2 (12), 2:47                      | Защитил титул WBC во втором полулёгком весе. |
| 18                                                                | 18-0                                  | 3 октября 1998                        | Хенаро Эрнандес (38-1-1)              | Лас-Вегас, США                          | RTD 8 (12), 3:00                      | Выиграл линейный титул и титул WBC во втором полулёгком весе (первые титулы чемпиона мира в карьере Мейвезера).                                                                                                 |
| 17                                                                | 17-0                                  | 14 июня 1998                          | Тони Пеп (39-6)                       | Атлантик-Сити, США                      | UD 10                                 | Счёт судей: 99-91, 100-90, 100-90. |
| 16                                                                | 16-0                                  | 18 апреля 1998                        | Густаво Фабиан Куэльо (20-7)          | Лос-Анджелес, США                       | UD 10                                 | Счёт судей: 99-90, 99-90, 99-90. Мейвезер оштрафован в 3-м раунде за удар после брейка. |
| 15                                                                | 15-0                                  | 23 марта 1998                         | Мигель Мело (8-1)                     | Машантакет, США                         | TKO 3 (10), 2:30                      | Мело в нокдауне во 2-м и 3-м раундах. |
| 14                                                                | 14-0                                  | 28 февраля 1998                       | Сэм Джирард (17-4-1)                  | Атлантик-Сити, США                      | TKO 2 (10), 2:47                      | Джирард в нокдауне в 1-м и 2 раза во 2-м раунде. |
| 13                                                                | 13-0                                  | 9 января 1998                         | Эктор Арройо (16-4-2)                 | Билокси (Миссисипи), США                | TKO 5 (10), 1:21                      | Арройо 1 раз в нокдауне в 4-м раунде и 1 раз в 5-м. |
| 12                                                                | 12-0                                  | 20 ноября 1997                        | Анджело Нуньес (14-11-3)              | Лос-Анджелес, США                       | TKO 3 (8), 2:42                       | Рефери остановил бой в конце 3-го раунда из-за рассечений Нуньеса. |
| 11                                                                | 11-0                                  | 14 октября 1997                       | Фелипе Гарсия (14-18-3)               | Бойсе, США                              | KO 6 (8), 2:56                        | Гарсия в нокауте за 11 секунд до конца 6-го раунда. |
| 10                                                                | 10-0                                  | 6 сентября 1997                       | Луи Лейха (18-3-1)                    | Эль-Пасо (Техас), США                   | TKO 2 (10), 2:33                      | Лейха дважды в нокдауне в 1-м раунде и дважды в нокдауне во 2-м раунде. Рефери остановил бой после 4-го нокдауна.                                                                                               |
| 9                                                                 | 9-0                                   | 12 июля 1997                          | Хесус Чавес (1-13-1)                  | Билокси (Миссисипи), США                | TKO 5 (6)                             | Чавес в нокдауне в 4-м и 5-м раундах. |
| 8                                                                 | 8-0                                   | 14 июня 1997                          | Ларри О’Шилдс (12-3-1)                | Сан-Антонио, США                        | UD 6                                  | |
| 7                                                                 | 7-0                                   | 9 мая 1997                            | Тони Дюран (12-15-1)                  | Лас-Вегас, США                          | TKO 1 (6), 1:12                       | |
| 6                                                                 | 6-0                                   | 12 апреля 1997                        | Бобби Гиперт (19-8)                   | Лас-Вегас, США                          | KO 1 (6), 1:30                        | Гиперт 2 раза в нокдауне. Рефери остановил бой после второго нокдауна. |
| 5                                                                 | 5-0                                   | 12 марта 1997                         | Кино Родригес (9-9-2)                 | Гранд-Рапидс, США                       | TKO 1 (6), 1:44                       | |
| 4                                                                 | 4-0                                   | 1 февраля 1997                        | Эдгар Айала                           | Чула-Виста, США                         | TKO 2 (4), 1:39                       | |
| 3                                                                 | 3-0                                   | 18 января 1997                        | Джерри Купер (6-3)                    | Лас-Вегас, США                          | TKO 1 (4), 1:39                       | |
| 2                                                                 | 2-0                                   | 30 ноября 1996                        | Реджи Сандерс (1-1)                   | Альбукерке, США                         | UD 4                                  | Победил решением судей. |
| 1                                                                 | 1-0                                   | 11 октября 1996                       | Роберто Аподака                       | Лас-Вегас, США                          | TKO 2 (4), 0:37                       | Аподака по одному разу в нокдауне в 1-м и 2-м раундах. Рефери остановил бой после второго нокдауна. |
| Бой                                                               | Рекорд                                | Дата                                  | Соперник                              | Место боя                               | Результат                             | Дополнительно |

## PPV-трансляции
Мейвезер является самым успешным боксером по количеству проданных платных трансляций.
| Дата       | Ивент (главный бой)                  | Место проведения          | ТВ-канал       | Количество PPV | Доход с PPV, млн долл. США |
| ---------- | ------------------------------------ | ------------------------- | -------------- | -------------- | -------------------------- |
| 2007.05.05 | Оскар Де Ла Хойя — Флойд Мейвезер    | Лас-Вегас, MGM Grand      | HBO            | 2 480 000      | 136,9                      |
| 2009.09.19 | Флойд Мейвезер — Хуан Мануэль Маркес | Лас-Вегас, MGM Grand      | HBO            | 1 060 000      | 52                         |
| 2010.05.01 | Флойд Мейвезер — Шейн Мосли          | Лас-Вегас, MGM Grand      | HBO            | 1 400 000      | 78,3                       |
| 2011.09.17 | Флойд Мейвезер — Виктор Ортис        | Лас-Вегас, MGM Grand      | HBO            | 1 250 000      | 78,5                       |
| 2012.05.05 | Флойд Мейвезер — Мигель Котто        | Лас-Вегас, MGM Grand      | HBO            | 1 500 000      | 94                         |
| 2013.05.04 | Флойд Мейвезер — Роберт Герреро      | Лас-Вегас, MGM Grand      | Showtime       | 1 000 000      |                            |
| 2013.09.14 | Флойд Мейвезер — Сауль Альварес      | Лас-Вегас, MGM Grand      | Showtime       | 2 200 000      | 150                        |
| 2015.05.02 | Флойд Мейвезер — Мэнни Пакьяо        | Лас-Вегас, MGM Grand      | HBO и Showtime | 4 600 000      | 437                        |
| 2017.08.26 | Флойд Мейвезер — Конор Макгрегор     | T-Mobile Arena, Лас-Вегас | Showtime       | 4 300 000      | 100                        |
| Итого      | Итого                                | Итого                     |                | 19 790 000     | 1 026,7                    |